# Cremona Challenger
Il Cremona Challenger, noto come Trofeo Paolo Corazzi per ragioni di sponsorizzazione, è stato un torneo professionistico maschile di tennis giocato su cemento, che faceva parte dell'ATP Challenger Tour. Si giocava annualmente al Centro Sportivo Stradivari di Cremona in Italia. Inaugurato come torneo di club nel 1997, nel 2004 entra a far parte del circuito internazionale Futures e le ultime edizioni dal 2008 al 2011 vengono inserite nell'ATP Challenger Tour.

## Albo d'oro

### Singolare
| Anno | Campione               | Finalista          | Punteggio        |
| ---- | ---------------------- | ------------------ | ---------------- |
| 2011 | Igor' Kunicyn          | Rainer Schüttler   | 6–2, 7–6(2)      |
| 2010 | Denis Gremelmayr       | Marius Copil       | 6–4, 7–5         |
| 2009 | Benjamin Becker        | Izak van der Merwe | 7–6(3), 6–1      |
| 2008 | Eduardo Schwank        | Björn Phau         | 6–3, 6–4         |
| 2007 | Gabriel Trujillo Soler | Igor Sijsling      | 6–2, 6–3         |
| 2006 | Xavier Audouy          | David Novak        | 6(5)–7, 6–4, 6–2 |
| 2005 | Kevin Sorensen         | Alessandro Piccari | 6–1, 6–4         |
| 2004 | Andrea Stoppini        | Michael Lammer     | 6–3, 7–6(4)      |

### Doppio
| Anno | Campioni                                   | Finalisti                                   | Punteggio   |
| ---- | ------------------------------------------ | ------------------------------------------- | ----------- |
| 2011 | Treat Conrad Huey Purav Raja               | Tomasz Bednarek Mateusz Kowalczyk           | 6–1, 6–2    |
| 2010 | Alexander Peya Martin Slanar               | Rik De Voest Izak van der Merwe             | 7–5, 7–5    |
| 2009 | Colin Fleming Ken Skupski                  | Daniele Bracciali Alessandro Motti          | 6–2, 6–1    |
| 2008 | Eduardo Schwank Dušan Vemić                | Florin Mergea Horia Tecău                   | 6–3, 6–2    |
| 2007 | Ivan Cerović Igor Sijsling                 | Alejandro Fabbri Gabriel Trujillo Soler     | 7–6(3), 6–4 |
| 2006 | Jean-François Bachelot David Guez          | Bogdan-Victor Leonte Rogério Dutra da Silva | 6–4, 6–3    |
| 2005 | Max Raditschnigg Alexander Satschko        | Alessandro da Col Fabio Colangelo           | 7–6(8), 6–4 |
| 2004 | David Marrero José Antonio Sánchez-de Luna | Fabio Colangelo Alessandro Motti            | 6–4, 7–5    |